# Sarah Pink
Sarah Pink (12 de abril de 1966) es una antropóloga social británica, actualmente radicada en Australia. Entre otras cosas es profesora de Diseño y Etnografía Mediática, y, desde 2015, la  directora del Digital Ethnography Research Centre (DERC) de la Universidad de Melbourne, Australia. Su trabajo interdisciplinar abarca el diseño, la etnografía y los medios digitales. Es profesora visitante de Ciencias Sociales en la Escuela de Diseño y la Escuela de Ingeniería Civil y Arquitectónica de la Universidad de Halmstad, Suecia, y profesora invitada del programa de Antropología Visual y Mediática de la Universidad Libre de Berlín, Alemania

## Reseña biográfica
Pink estudió la Maestría en Artes (MA) en Antropología Visual de la Universidad de Mánchester y un doctorado en Antropología Social de la Universidad de Kent en Reino Unido.
En su libro Women and Bullfighting (traducido: Mujer y tauromaquia), trató 1997 ideologías de género a partir de la polémica en torno a las toreras. Describió la corrida de toros tradicional andaluza y los roles de la mujer, también como madre de toreros y como espectadora, como un fenómeno sociocultural multifacético en constante cambio.
Entre 2010 y 2011 fue profesora invitada en la Universidad Abierta de Cataluña en Barcelona, España. Es profesora visitante de ciencias sociales en la Universidad de Loughborough en Leicestershire (Reino Unido) así como profesora visitante de etnografía digital en FU Berlin en Alemania (a partir de 2017).
Pink trata una amplia gama de temas y trabaja de manera interdisciplinar, por ejemplo, sobre métodos visuales en la investigación de campo etnográfico, medios digitales, vida cotidiana, consumo, conducción autónoma y sostenibilidad.

## Obras publicadas
- Sarah Pink et al.: Digital Ethnography. Principles and Practice. SAGE, 2015. ISBN	9781473943131
- Sarah Pink: Doing Sensory Ethnography. SAGE, 2006. ISBN 9781446226957
- Sarah Pink: Visual Interventions. Applied Visual Anthropology. Berghahn Books, 2007, Neuauflage 2009. ISBN 9781845456788
- Sarah Pink: The Future of Visual Anthropology. Engaging the Senses. Taylor & Francis, 2006. ISBN 9780415357647
- Sarah Pink et al. (Hrsg.): Applications of Anthropology. Berghahn Books, 2005. ISBN 9780857456885
- Sarah Pink et al. (Hrsg.): Working Images. Visual Research and Representation in Ethnography. Psychology Press, 2004. ISBN 9780415306416
- Sarah Pink: Doing Visual Ethnography. Images, Media and Representation in Research. SAGE, 2006. ISBN	9781446226957; Sage Publications Ltd, 2013, 3. Auflage. ISBN 9781446211175
- Sarah Pink: Women and Bullfighting: Gender, Sex and the Consumption of Tradition. Bloomsbury Academic, 1997. ISBN 9781859739617